# Cantón de Bracieux
El cantón de Bracieux era una división administrativa francesa, que estaba situada en el departamento de Loir y Cher y la región de Centro-Valle de Loira.

## Composición
El cantón estaba formado por trece comunas:
- Bauzy
- Bracieux
- Chambord
- Crouy-sur-Cosson
- Fontaines-en-Sologne
- Huisseau-sur-Cosson
- Maslives
- Mont-près-Chambord
- Muides-sur-Loire
- Neuvy
- Saint-Dyé-sur-Loire
- Saint-Laurent-Nouan
- Tour-en-Sologne

## Supresión del cantón de Bracieux
En aplicación del Decreto n.º 2014-213 de 21 de febrero de 2014, el cantón de Bracieux fue suprimido el 22 de marzo de 2015 y sus 13 comunas pasaron a formar parte; doce del nuevo cantón de Chambord y una del nuevo cantón de La Beauce.